# Toshiko Karasawa
Toshiko Karasawa (柄沢とし子 Karasawa Toshiko?, Sapporo, 7 de mayo de 1911-Toyama, 2 de diciembre de 2013) fue una política y activista sindical japonesa, miembro del Partido Comunista de Japón.
Nacida en Sapporo, en la isla de Hokkaido, se graduó de la Escuela Secundaria Sapporo Kita en 1929, y fungió dos períodos como diputada de su partido en la Cámara de Representantes, en 1946 y 1949, antes de retirarse poco después de la política.
Toshiko Karasawa murió de causas naturales el 2 de diciembre de 2013, edad de 102 años, en un centro de atención de la salud en la ciudad de Toyama, Prefectura de Toyama.